# Ixodes moscharius
Ixodes moscharius este o specie de căpușe din genul Ixodes, familia Ixodidae, descrisă de H. T. Teng în anul 1982. Conform Catalogue of Life specia Ixodes moscharius nu are subspecii cunoscute.